# St. Ägidius (Hain)

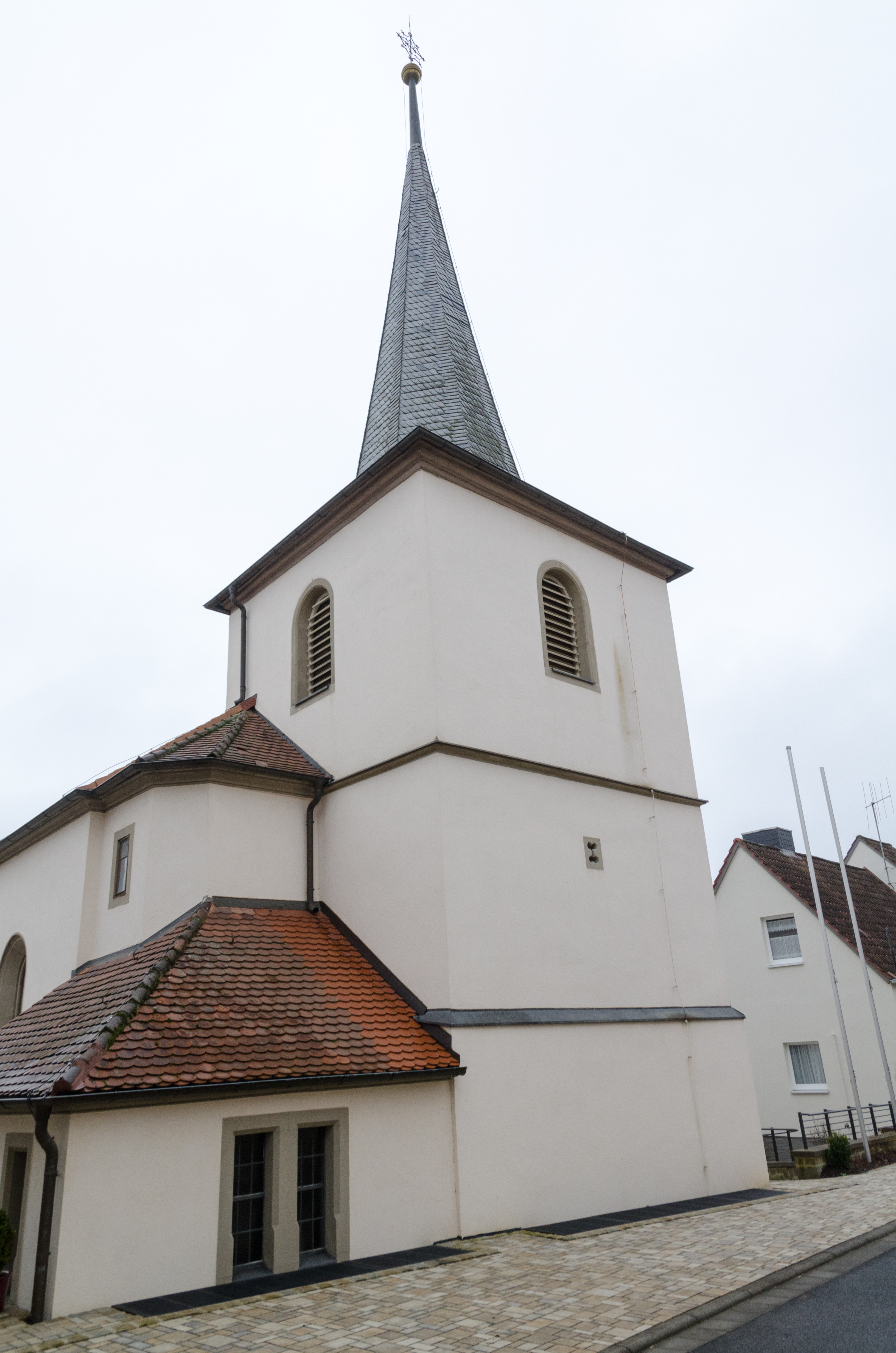
St. Ägidius

Die römisch-katholische Kirche St. Ägidius ist eine Kirche im bayerischen Hain, einem Stadtteil des Ortes Poppenhausen im unterfränkischen Landkreis Schweinfurt. Sie gehört zu den Baudenkmälern in Poppenhausen und ist unter der Nummer D-6-78-168-18 in der Bayerischen Denkmalliste registriert. Die Kirche ist dem heiligen Ägidius geweiht.

## Geschichte
Hain gehörte als Filiale zur Pfarrei Ebenhausen, wird jedoch heute von der Pfarrei Poppenhausen betreut.
Vor dem Bau der heutigen St. Ägidius-Kirche gab es im Ort eine Kapelle, in der im Jahr 1585 neue Altäre geweiht wurden.
In ihrer heutigen Form entstand die St. Ägidius-Kirche, deren Kirchturm um 1650 entstand, im Jahr 1870 mit dem Bau des neuromanischen Langhauses.

## Beschreibung
Der wuchtige, aber niedrige Kirchturm im Stil Julius Echters ist als Chorturm östlich vom Langhaus errichtet. 
An der Südseite des Kirchturms befindet sich die Sakristei. 

## Ausstattung
Das aus dem 16. Jahrhundert stammende Taufbecken der Kirche stammt noch aus der ehemaligen Kapelle des Ortes.
Die Orgel entstand im 18. Jahrhundert durch den Würzburger Orgelbauer Johann Ignaz Samuel Will.
Im Kirchturm hängen drei Glocken mit den Tönen a′ − h′ − cis″.